# Eladio Pérez Antonio
Eladio Pérez Antonio (Santo Domingo, República Dominicana) es un médico epidemiólogo, investigador y académico dominicano, con experiencia en salud pública. Actualmente ocupa el cargo de viceministro de Salud Colectiva del Ministerio de Salud de la República Dominicana. 

## Biografía

### Formación
Eladio Pérez Antonio es médico egresado de la Universidad Autónoma de Santo Domingo. Posteriormente, amplió sus conocimientos en Salud Pública Internacional y Epidemiología en la Escuela Nacional de Sanidad de España; y cuenta con maestrías en Alta Dirección de la Universidad Rey Juan Carlos y Gestión Sanitaria de la Escuela de Organización Industrial.
Además ha realizado formaciones en instituciones de los Estados Unidos, incluyendo la Escuela de Salud Pública de la Universidad de Harvard, en temas de investigación clínica y biomédica. Así también ha completado cursos de actualización en epidemiología en la Universidad de Johns Hopkins y la Universidad de Carolina del Norte en Chapel Hill.

### Carrera académia e Investigación
El Dr. Pérez es profesor en diferentes universidades dominicanas como O&MED, INTEC, PUCMM y UASD y ha participado en la creación de programas de estudios en ciencias de la salud. Además, es investigador adjunto de la Carrera Nacional de Investigación como  por el Ministerio de Educación Superior Ciencia y Tecnología (MESCyT) trabajando en líneas de investigación enfocadas en salud pública y epidemiología, que incluyen temas de seguridad social de la República Dominicana, promoción en salud, Atención Primaria, tecnología e innovación en saludy participación social.

### Trayectoria profesional
Inicia su carrea profesional como epidemiólogo en el hospital Maternidad de La Altagracia, luego pasa al Instituto Nacional del Cáncer Rosa Emilia Sánchez Pérez de Tavarez, como encargado de Gestión del Conocimiento e investigación clínica; tras lo cual pasa a ser director del Observatorio de la Seguridad Social en el Instituto Tecnológico de Santo Domingo (OSES-INTEC). También fue miembro Titular del Consejo Nacional de Bioética en salud (CONABIOS) y luego director general en el Ministerio de Salud Pública en la Dirección de Análisis de Situación de Salud, Monitoreo y Evaluación de Resultados (DASIS).
Ha trabajado como consultor y analista de distintas agencias internacionales como son la United States Agency International develoment (USAID), el Plan de Emergencia del presidente de los Estados Unidos para el Alivio del Sida, U.S. President´s Emergency Plan for AIDS Relief (PEPFAR) y el Banco Interamericano de Desarrollo (BID). 

### 2021-Actualidad
El 27 de abril de 2021, el Dr. Pérez fue designado como Viceministrode Salud mediante el decreto 279-21 emitido por el presidente Luis Abinader. Asume estas funciones durante un momento crítico de la pandemia por COVID-19, coincidiendo con el lanzamiento de la vacunación contra esta enfermedad, en esos momentos coordinada por el Gabinete de Salud y la  Vicepresidenta de la República, Raquel Peña.  
En su rol de viceministro trabaja en varias áreas en el ámbito de la salud pública, que incluyen: epidemiología, laboratorio nacional de referencia y vigilancia, promoción y educación para la salud, gestión de riesgos y desastres, acceso a medicamentos de alto costo, análisis de la situación de salud, enfermedades inmunoprevenibles por vacunas y programas especiales de salud pública. Su responsabilidad abarca la formulación de políticas relacionadas con enfermedades infecciosas, enfermedades crónicas, estadísticas vitales, salud ambiental y enfermedades transmitidas por vectores.  
Adicionalmente es Presidente del Mecanismo de Coordinación del País (MCP) del The Global Fund, una entidad que se dedica a la lucha contra el VIH/SIDA, la Tuberculosis y la malaria; Director Ejecutivo y Oficial Representante de Proyectos del Center for Disease Control and Prevention (CDC) en República Dominicana, Jefe de la Delegación ante la Asamblea Mundial de la salud en la Organización Mundial de la salud. 
Entre los proyectos impulsados en su gestión se encuetran: 
- Implementación de la vigilancia genómica del virus del COVID-19 a través del Laboratorio Nacional.
- Respuesta a los primeros casos de Viruela símica y cólera y campañas de vacunación dirigidas a grupos de riesgo.[7][8][9]
- Modificaciones en los esquemas de vacunación para enfermedades como la polio, el virus del papiloma humano (VPH) y difteria.
- Lanzamiento de varios documentos de regulación y guías relacionadas con las estrategias para abordar la tuberculosis y el VIH, con un enfoque en el ciclo de vida y las poblaciones vulnerables, la salud materna e infantil y de adolescentes.
- Intervenciones comunitarias centradas en hipertensión, diabetes y obesidad en poblaciones adultas e infantiles.[10]
- Expansión de la estrategia Hearts de la Organización Panamericana de la Salud (OPS).
- Políticas de prevención dirigidas a la detección temprana de la insuficiencia renal.
- Implementación de un Plan Nacional para la prevención y detección de cáncer cérvico-uterino y cáncer de mama.[11]
- Plan Nacional de Cáncer Infantil.[12]
- Evaluación de las Funciones Esenciales de Salud Pública en 2022.[13]
- Proyecto de salud mental centro de contacto: cuida tu salud mental, para brindar asistencia psicológica teleasistida. Proyecto reconocido por la ONU y la Organización Mundial de la Salud en 2023.[14]
- Plan para la eliminación de la malaria 2022.[15]

El Dr. Pérez ha contribuido a la promoción de políticas y estrategias efectivas en el sector de la salud  en la República Dominicana.. 